# Bill van Dijk
Willem Edsger (Bill) van Dijk (ur. 22 grudnia 1947 w Rotterdamie) – holenderski piosenkarz.
W 1982 roku wystąpił w Konkursie Piosenki Eurowizji w Harrogate w hrabstwie North Yorkshire w Wielkiej Brytanii z piosenką "Jij en ik". Zajął 16. miejsce, zdobywając 8 punktów.
Van Dijk zagrał tytułową rolę Cyrana w holenderskiej wersji oraz broadwayowskiej produkcji Cyrano: The Musical w latach 90. XX wieku.
Van Dijk użyczył również głosu Clopinowi w filmie Walta Disneya Dzwonnik z Notre Dame w holenderskiej wersji.